# Biblioteca Vallicelliana
La Biblioteca Vallicelliana è una biblioteca pubblica di Roma situata in piazza della Chiesa Nuova nel rione Parione, a fianco della chiesa di Santa Maria in Vallicella, al secondo piano dell'Oratorio dei Filippini. L'edificio, opera seicentesca dell'architetto Francesco Borromini, fu edificato su commissione della Congregazione dell'Oratorio di san Filippo Neri, negli anni 1637-1667.

## Storia
La prima traccia documentale della biblioteca precede la costruzione stessa dell'edificio e risale al 1581, anno in cui Achille Stazio (Aquiles Estaço), tramite un lascito testamentario a favore di Filippo Neri e della Congregazione dell'Oratorio, lasciò un patrimonio di 1.700 volumi a stampa e circa 300 manoscritti. Si trattò principalmente di volumi sulla storia della Chiesa nel XVI secolo, cioè nel periodo della Riforma e Controriforma.  A questo primo lascito librario se ne sommò poco dopo un secondo, costituito dalle opere possedute dallo stesso Filippo Neri, passate nel patrimonio della Congregazione alla morte di quest'ultimo nel 1595.

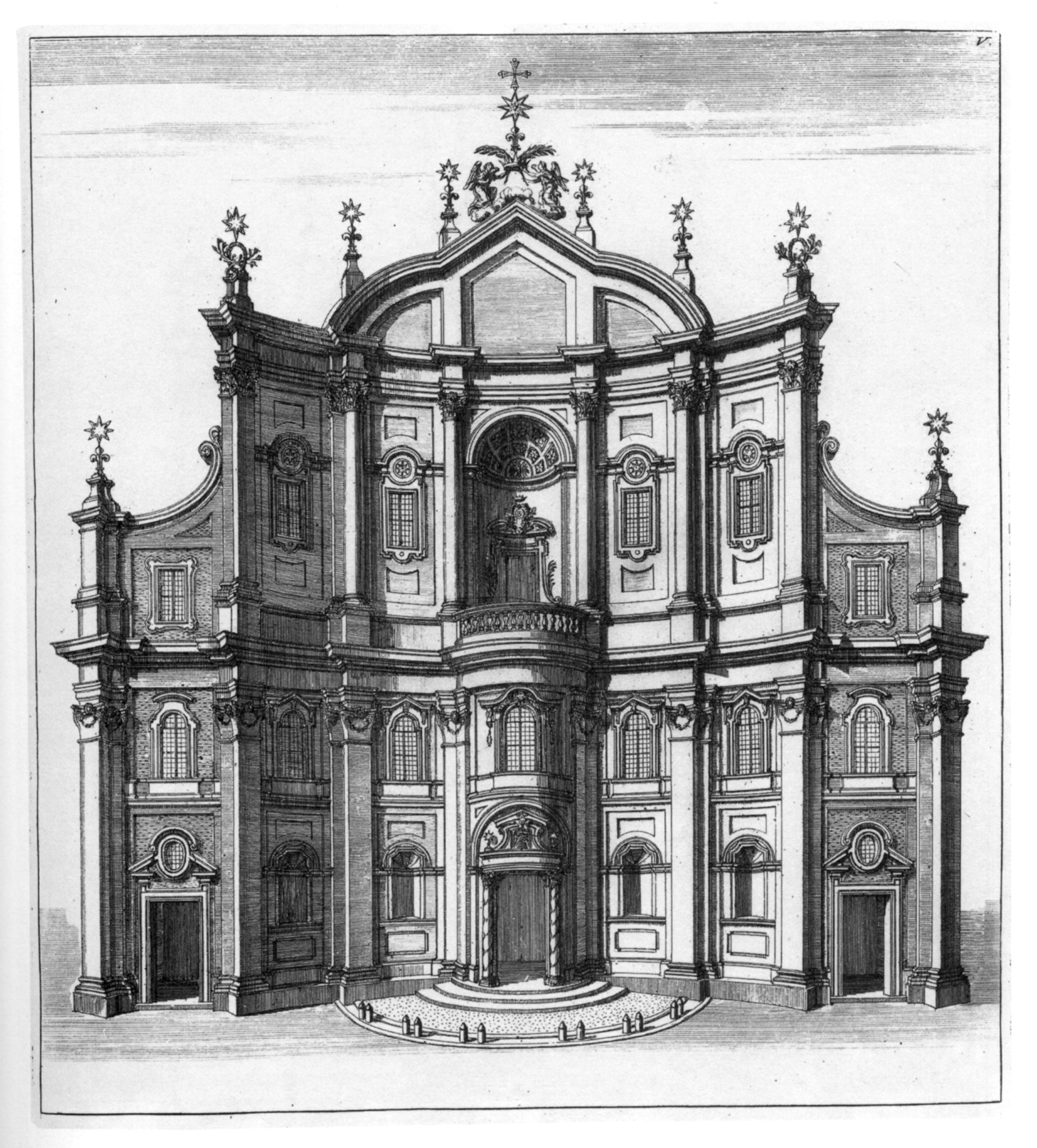
Dominique Barrière, facciata dell'Oratorio dei Filippini, 1658.

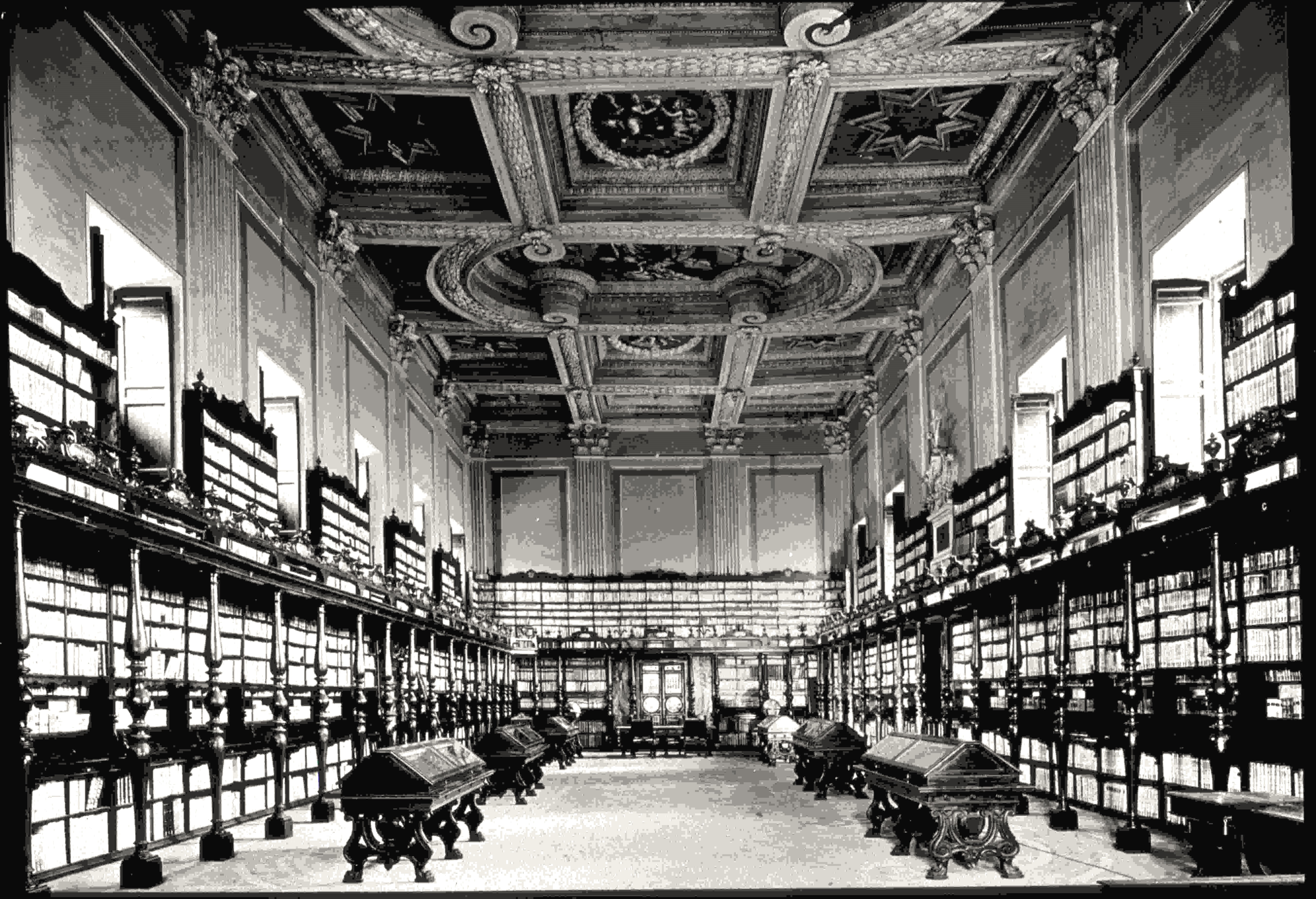
Sala della biblioteca in una foto storica di Henry A. Millon

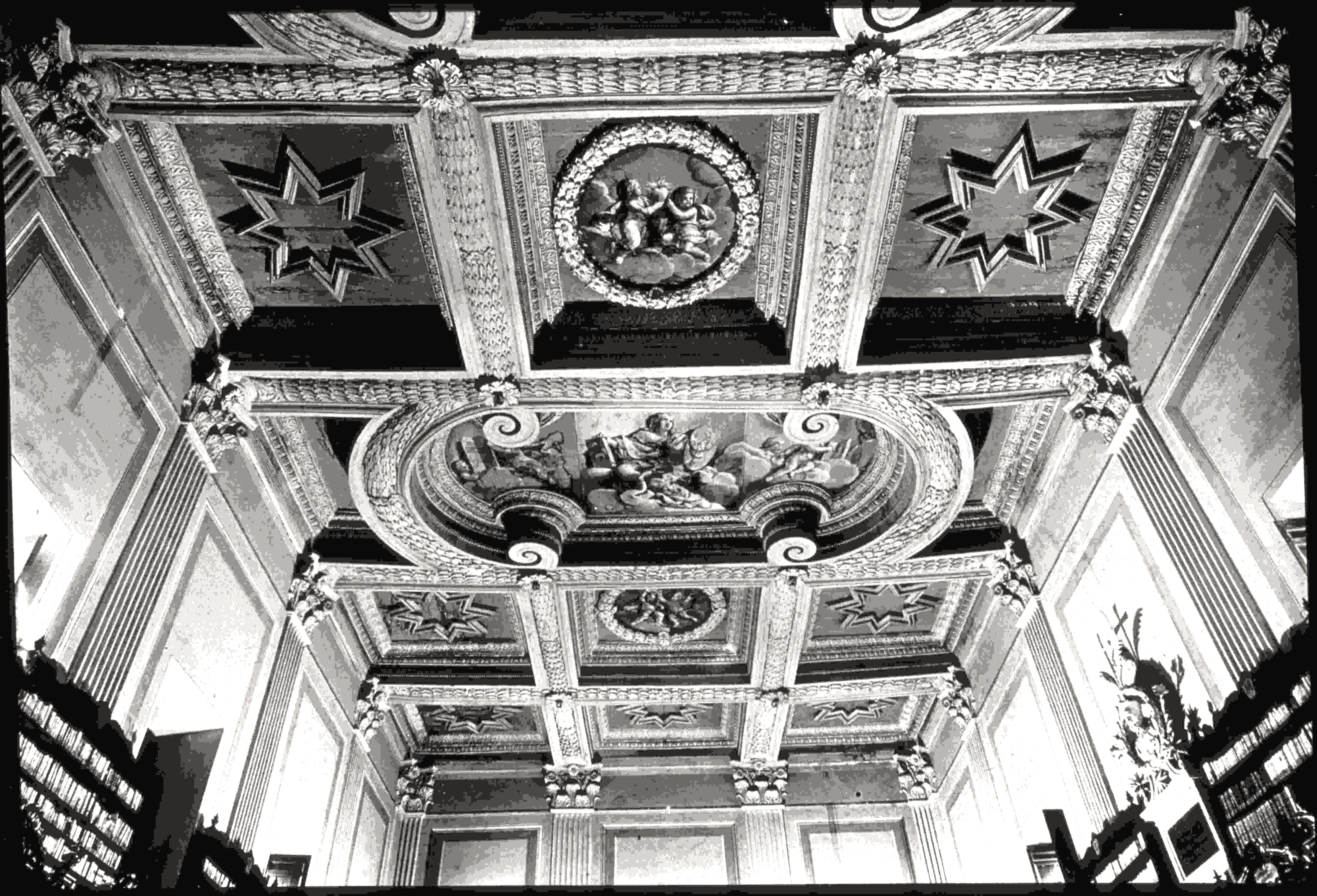
Soffitto a cassettoni in una foto storica di Henry A. Millon

Ai primi due fondi si aggiunsero successivamente numerose e consistenti donazioni librarie alla fine del XVI e per tutto il XVII secolo: l'Archivio e parte della Biblioteca di S. Giovanni in Venere (1585); la biblioteca del cardinale Silvio Antoniano, i libri di Pierre Morin e quelli dell'oratoriano Giovenale Ancina, vescovo di Saluzzo (1604); i manoscritti provenienti da S. Eutizio, grazie all'intervento dell'abate Giacomo Crescenzi, e la raccolta del padre Antonio Gallonio, primo biografo di Filippo Neri (1605). Il XVII secolo, inoltre, corrispose al periodo di maggiore attività culturale della comunità oratoriana; infatti, proprio durante questa fase: furono pubblicati gli Annales Ecclesiastici di Cesare Baronio (fautore anche di un lascito alla biblioteca della Congregazione, consistente in una parte della sua raccolta libraria, a seguito della propria morte nel 1607); fu pubblicata la Roma sotterranea di Antonio Bosio, curata da padre Antonio Severano, e si procedette alla diffusione dell'Oratorio musicale (una forma d'intrattenimento spirituale prediletto da Filippo Neri che considerava la musica pescatrice di anime). Nel 1669 passò alla Biblioteca il fondo manoscritto dell'intellettuale greco Leone Allacci, custode della Biblioteca Vaticana, costituito da circa 237 manoscritti latini e greci. Successivamente vennero incamerati i lasciti dei padri oratoriani Odorico Rinaldi, Giacomo Laderchi, Giuseppe Bianchini (erede dello studioso Francesco Bianchini).
Non solo lasciti librari: nel 1662, infatti, pervenne anche il fondo di Virgilio Spada, costituito da una collezione di monete, minerali, maioliche e curiosità.

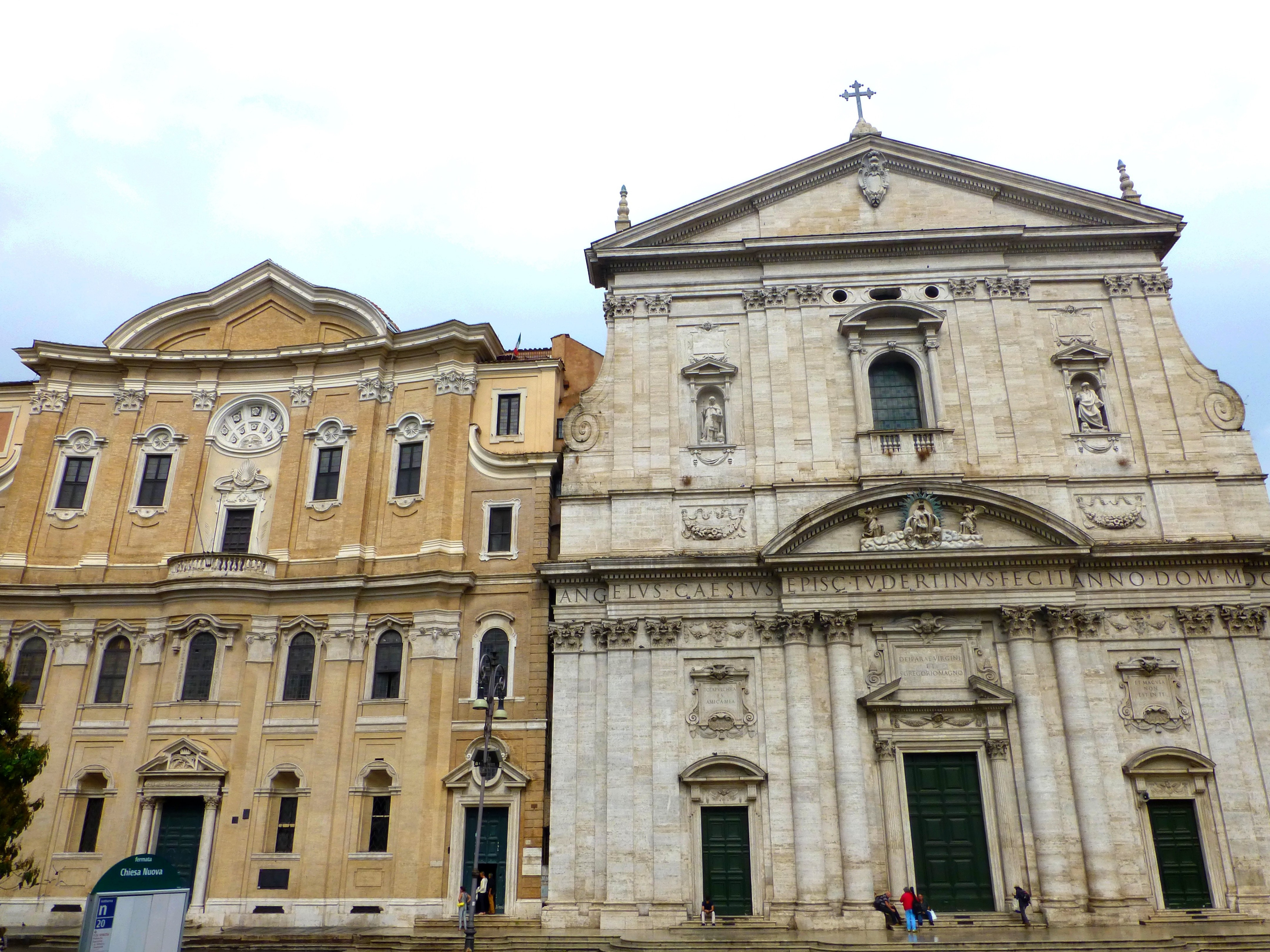
Facciate della Biblioteca Vallicelliana (a sinistra) e della chiesa di Santa Maria in Vallicella (a destra), in Piazza della Chiesa Nuova a Roma.

Durante l'occupazione francese di Roma (1798-1799) la Biblioteca subì un saccheggio: nel 1810, infatti, furono rubati almeno 49 cimeli (solo in parte recuperati tra il 1837 e il 1838).
A seguito della legge sulla soppressione delle Corporazioni religiose (approvata nel 1866 su proposta del Ministero di Grazia e giustizia e dei culti), nel 1874 la Biblioteca Vallicelliana fu trasformata in una biblioteca di diritto pubblico, e nel 1876 la Giunta liquidatrice dell'Asse ecclesiastico di Roma suddivise i documenti della Congregazione dell’Oratorio fra: l'Archivio di Stato di Roma, la stessa Congregazione, e la Biblioteca.
Nel 1883 un decreto del Ministero della Pubblica Istruzione collocò nei locali della Biblioteca la sede della Società romana di storia patria e affidò a quest’ultima la direzione e la gestione scientifica della Biblioteca, pur assegnando la gestione amministrativa a un custode consegnatario di nomina ministeriale. La situazione perdurò fino al 1946, quando i rapporti tra i due istituti furono disciplinati diversamente: la gestione dei fondi vallicelliani tornò alla Biblioteca e a essa venne anche affidato l’ordinamento bibliografico e la fruizione pubblica delle raccolte della Società .
La Biblioteca Vallicelliana è oggi un Istituto periferico del Ministero della Cultura.

## Patrimonio
La collezione della Vallicelliana è attualmente costituita da opere prodotte prevalentemente tra il XVI e il XIX secolo: circa 140.000 volumi (di cui circa 3.000 manoscritti, un piccolo nucleo di incunaboli, circa 40.000 stampati tra cui il patrimonio bibliografico della Società romana di storia patria, ecc.), del materiale iconografico (una raccolta di incisioni e un fondo di fotografie), un fondo musicale (il cui repertorio è riferito al XVI e al XVII secolo).
La natura tematica dei volumi è ampia, ma prevalentemente di natura storico-ecclesiastica, erudita, patristica e teologica; ma anche testi di filosofia (tra cui numerosi antichi commentatori di Aristotele), di diritto, di botanica, di astronomia, di architettura e di medicina.
Le acquisizioni moderne sono quantitativamente minori rispetto a quelle antiche, consistono in monografie e periodici, e si caratterizzano tutte per essere strumenti di approfondimento, aggiornamento e supporto al fondo storico dell'Istituto.